# Combate de Talcahuano (1813)
El combate de Talcahuano fue un enfrentamiento militar librado el 29 de mayo de 1813, durante la Guerra de Independencia de Chile entre las fuerzas patriotas y realistas, con victoria de las primeras. 

## Antecedentes
El 19 de mayo de 1813, la vanguardia patriota llegó al río Itata y durante la noche cruzó a sus cañones y bagajes. El 21 la guerrilla de Prieto ocupaba La Florida, siendo alcanzada al día siguiente por el resto de la tropa. En esa jornada, al mando del coronel Luis Carrera, la 2ª. División patriota cruzó el Itata protegida por una vanguardia de 60 granaderos. De inmediato, se dirigió a Concepción, pero el emisario enviado por el coronel a exigir la rendición de la ciudad volvió con las noticias de que la villa se rindió, pero tropas independentistas estaban cometiendo saqueos. Carrera ordenó acelerar la marcha y envió al coronel Bernardo O'Higgins a rendir las plazas del río Biobío y reunir un regimiento de milicias en La Laja.
El 25 de mayo, el brigadier José Miguel Carrera entraba en Concepción mientras sus enemigos se habían atrincherado en Talcahuano. En su retirada, muchos realistas habían desertado y abandonaron los almacenes de armas intactos. Se capturaron más de 1.000 fusiles, algunos descompuestos, pero la mayoría útiles, algunas ropas y muchos pertrechos. Estos errores permitieron a Carrera reclutar a 300 soldados (un tercio eran monárquicos desertores) para su vanguardia. El capitán José María Benavente fue enviado a pedir la rendición del puerto, siendo bien recibido por sus enemigos pero con respuestas negativas. El gobernador realista, coronel Manuel Tejeiros, intentó ganar tiempo para embarcar a las autoridades, oficiales y la artillería del muelle en la fragata Bretaña, que estaba anclada en el puerto. Al mismo tiempo, se escribieron cartas al obispo Diego Antonio Martín de Navarro y Villodres, pidiéndole regresar a Concepción y ayudar a evitar una mayor resistencia pero fue en vano. También, el capitán Prieto fue enviado con su guerrilla a vigilar los alrededores de Talcahuano, cortando comunicaciones con el interior y capturando a todo enemigo disperso.
El 26 de mayo, llegó a Concepción la 1ª. División con el cónsul Joel Roberts Poinsett. Dos días después, acompañó a José Miguel en reconocimiento alrededor del puerto. Cuando regresaban a la ciudad escoltados por Prieto y sus jinetes se encontraron con un sargento de artillería patriota, Tadeo Villagrán, que escapó de su prisión en la fragata San José. Aquel les informó de las débiles defensas y José Miguel se decidió a atacar.
Las noticias de estos éxitos pronto llegaron a Santiago de Chile, el 27 de mayo, se hicieron fiestas públicas y el canónigo Salvador Andrade dijo en una misa de gracias en la catedral con el cabildo invitado. También se enarboló la bandera nacional con una salva de 21 cañonazos en la Plaza de Armas.

## Combate
En la mañana del 29 de mayo, los patriotas enviaron un parlamentario para exigir la rendición del puerto. Sin embargo, los realistas sabían que iban a atacarlos y deseosos de desmontar la artillería para embarcarla, pidieron cuatro horas para dar una respuesta. Los independentistas no cayeron en el ardid y atacaron.
José Miguel organizó a las guerrillas del capitán José Joaquín Prieto (60 húsares) y del teniente Ramón Freire (40 dragones), el batallón Infantes de la Patria del teniente coronel José Santiago Muñoz Bezanilla (200 soldados) y la artillería del capitán Joaquín Gamero y el alférez Pedro Nolasco Vidal (2 cañones) para avanzar la altura que estaba al sur del camino que unía Concepción con Talcahuano, defendida por 150 fusileros realistas con una pieza de artillería. Al norte del camino había otra posición cuidada por 50 fusileros apoyados por lanchas cañoneras en la costa. Estos fueron atacados por 200 granaderos y un cañón de 4 libras que tomaron la posición a las órdenes del capitán Juan Morla y luego instalaron 2 cañones para responder al fuego de las lanchas, logrando hundir a una de un cañonazo y dañar a la otra, forzándola a retirarse al puerto.
Tomadas estas alturas y con los flancos seguros, ambas unidades se unieron a la reserva, formada por 400 fusileros y 200 hombres de los batallones Guardia General y Nacionales, y asaltaron las trincheras construidas apresuradamente en la entrada de Talcahuano. La resistencia fue nula, al ver a sus oficiales huir a los barcos, los soldados monárquicos les siguieron, siendo perseguidos por sus enemigos, que lograron capturar algunos botes, pues los fugitivos se subían en cualquier embarcación para escapar y los vencedores llegaron a sumergirse hasta la garganta para detenerlos. Una compañía de granaderos a cargo del capitán Manuel Rencoret entró al pueblo cuando los últimos monárquicos huían. Le acompañaba el capellán Juan Miguel Benavides, quien llegó hasta una batería donde flameaba una bandera española y la destrozó con sus manos. Las bajas patriotas fueron 2 muertos, mientras que se capturaron a 150 soldados enemigos, la mayoría milicianos.
En el puerto había dos barcos españoles y uno inglés, lo que hizo creer a José Miguel que era la fragata norteamericana Essex que venía a ayudarlo, pero pronto se dio cuenta del error. La Bretaña logró levar anclas pero los vientos la forzaron a permanecer cerca de la isla Quiriquina a la espera de mejores condiciones, Freire y el teniente Nicolás García prepararon dos lanchas cañoneras para capturarla, pero antes de zarpar los vientos cambiaron y la fragata pudo huir al Callao. La San José fue capturada sin resistencia y se pudieron liberar a 200 prisioneros, incluyendo capturados en Yerbas Buenas y vecinos patriotas de Concepción. El obispo Villodres, el coronel Tejeiro, el coronel Ignacio María Justis y Urrutia, el sargento mayor Ramón Jiménez Navia y otros oficiales lograron huir en la Bretaña. Después de la victoria, José Miguel permitió a las tropas saquear el puerto por algunas horas.

## Consecuencias
El ejército vencedor luego ocupó la playa de Tumbez, donde capturaron un depósito de salitre, material necesario para elaborar pólvora. Luego se ordenó la leva de seiscientos hombres para completar las unidades militares, se hizo arrestar a todo funcionario que apoyo a los monárquicos, se cambiaron a los subalternos y se hizo procesar a todo vecinos denunciado por cometer violencias o extorsiones contra los patriotas. El muelle quedó guarnecido por el batallón Infantes y el cónsul Poinsett quedó a cargo de reparar las baterías, montar cañones y reconstruir las cureñas quemadas por los realistas en retirada.
José Miguel nombró como gobernador del puerto al coronel Muñoz Bezanilla con órdenes de reparar las baterías del puerto y mantener enarbolada la bandera española. Esto permitió engañar a la tripulación de la fragata Thomas, que fue capturada. Sucedió que temprano el 7 de junio, un bote fue capturado en la playa Tumbez. En él iban el teniente de la Marina Real Felipe Villavicencio y 4 marineros, quienes confesaron la proximidad de la fragata, procedente del Callao. García, Freire, las dos cañoneras y algunas falúas salieron a su encuentro durante la noche. En la mañana siguiente, rodearon a la Thomas y la obligaban a rendirse, sin embargo, la tripulación consiguió arrojar al agua la correspondencia del virrey José Fernando de Abascal pero no alcanzaron a deshacerse del dinero, pues García los amenazó con colgarlos si lo intentaban. El navío transportaba 50.000 pesos, 32 oficiales y suboficiales, municiones y algunas armas para reforzar al brigadier Antonio Pareja, las que fueron usadas por los patriotas. Entre los prisioneros estaban el brigadier Simón Rábago, enviado a reemplazar al enfermo Pareja, cuatro oficiales, 30 subalternos y otros funcionarios administrativos, destacando el médico Manuel Julián Grajales, quien propagó la vacuna contra la viruela al país años antes. Esta exitosa operación garantizó que las últimas fuerzas realistas en el país, atrincheradas en Chillán, no podrían recibir refuerzos hasta fin de año. Pronto se reclutaron un total de 600 refuerzos y se decidió acabar con aquel bastión enemigo.